# George Jessel (Jurist)

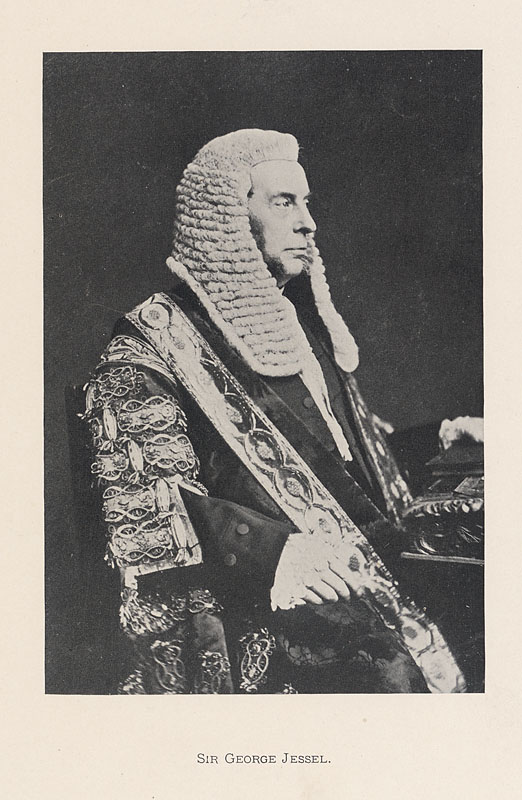
Sir George Jessel

Sir George Jessel (* 13. Februar 1824 in London; † 21. März 1883 ebenda) war ein englischer Jurist. Er war Reichsarchivar, Richter, Kronanwalt (Solicitor General) von 1871 bis 1873 und hatte von 1873 bis 1883 das Amt des Master of the Rolls inne.

## Leben
George Jessel war der Sohn von Zadok Aaron Jessel. Er besuchte eine jüdische Schule in Kew bei London. Als Jude konnte er nicht in Oxford oder Cambridge studieren, die nur Angehörige der Church of England zuließen. Aus diesem Grund studierte er ab 1842 in Lincoln’s Inn.
1856 heiratete er Amelia Moses, mit der er drei Töchter und zwei Söhne hatte.
1868 bis 1873 war Jessel für den Wahlbezirk Dover Mitglied des House of Commons. 1872 wurde er zum Knight Bachelor („Sir“) geschlagen. Im Jahr 1880 wurde er in die Royal Society gewählt.